# نور الدين عيوش
نور الدين عيوش رجل أعمال وناشط جمعوي مغربي، مؤسس ورئيس وكالة شمس للإشهار، ومؤسس وعضو مجلس إدارة مؤسسة زكورة للتربية. ورئيس جمعية زاكورة للقروض الصغرى، ورئيس مجموعة الديمقراطية والحداثة.

## مسيرته
ابن عبد القادر وفاطمة بنت زاكور. بعد أن أنهى دراسته بفرنسا عمل على إعطاء دروس في محاربة الأمية لبعض العمال المغاربة المقيمين بباريس. ووقع اتصال بينه وبين مسؤولي «هافانا»، وهي أول وكالة إشهارية في المغرب، من أجل إدخال مغاربة إلى قطاع الإشهار الذي كان يسيطر عليه الأجانب، وبعد سنة من اشتغاله معهم، استقال وعاد للجامعة ليدرس، إلا أنه سرعان ما أسس سنة 1972 وكالة للإشهار خاصة به، وهي «وكالة شمس للإشهار»، ومنذ ذلك الوقت تطورت الوكالة حتى أصبحت من أكبر الوكالات بالمغرب. عاد للمغرب ليشتغل كأستاذ جامعي. أسس جمعية «2007 دابا» لإقناع الشباب بالمشاركة في انتخابات 2007.
زوجته السابقة فرنسية يهودية، له منها أبنائه المخرجين هشام ونبيل عيوش، وزوجته الحالية رشيدة بنيت التي له منها سهام ويانيس يصنف عيوش نفسه يساريًا وضد «الليبرالية المتوحشة» وضد العنصرية، وينادي بسياسة جمعوية، مناهضة للفوارق الاجتماعية، وبضرورة إصلاح الوضع الاقتصادي «المتدهور» لجل المغاربة، ويعتبر أن إصلاح وضعية المغرب لن تتم ولن تحصل بجرعات صغيرة وإنما بجرعات قوية وموسعة، حسب تعبريه. ويحبذ عيوش أن يكون المغرب ملكية ديمقراطية عوض جمهورية ديكتاتورية، ويبرر دفاعه عن النظام القائم، كونه كان ينشط سابقا ضد نظام الحسن الثاني، لكنه يؤمن اليوم باصلاحات محمد السادس خصوصا في حربه على الفقر والأمية التي جعلته يتعاطف معه.

### جمعية زاكورة
بدأ مشواره في النشاط الجمعوي بجريدة «كلمة»، التي كانت تعالج المشاكل الاجتماعية بالمغرب، الأمر الذي خلق له بعض المشاكل مع إدريس البصري، وبعدها أسس مؤسسة زاكورة للتربية سنة 1997 بإطلاق أولى مدارس التعليم غير النظامي في الوسط القروي.
وأطلق على الجمعية اسم «زاكورة»، وكافها ليست حرف «گ» المستعملة في اسم منطقة زاگورة. إذ أن زاكورة هو اسم أمازيغي يهودي مغربي، وهو تكريم لوالدة نور الدين عيوش. احتلت هذه الجمعية مع الوقت المرتبة الأولى في التصنيف السنوي الذي يصنف أفضل مؤسسات القروض الصغرى في الدول النامية، الذي تصدره مؤسسة سوق تبادل معلومات التمويل الأصغر.

### مجموعة الديمقراطية والحداثة
نور الدين من مؤسسي مجموعة الديمقراطية والحداثة التي تدافع عن مبادئ الحداثة، وتركز على علاقة حقوق المرأة والدين. ويدعو عيوش إلى إعادة النظر في كل الترسانة القانونية الوطنية على أساس بنائها وفق مبدأ المواطنة وليس على قاعدة العقيدة. وتطالب المجموعة بإعادة النظر في بنود مدونة الأسرة الخاصة بالزواج. حيث توصي المجموعة على أن المرأة المسلمة من حقها الزواج من رجل غير مسلم، وإدخال تعديلات جوهرية على كل القوانين لحذف التمييز بين الرجل والمرأة في قضايا التبني والحضانة وإقرار حق المرأة في الإجهاض، كما تطالب بإقرار بند صريح في الدستور يقر بحرية المعتقد وحيادية الدولة اتجاه كل الأديان وفصل نهائي للدائرة السياسية عن الدائرة الدينية، وإعادة النظر في القانون الجنائي، وإدخال نصوص «تنويرية» تعيد قراءة النص الديني.

### قضية التعليم بالعامية
بدأت مؤسسة عيوش منذ نوفمبر 2012 تشتغل في موضوع إصلاح التعليم، فعقدت لقاءات مع عدد من وزراء التربية الوطنية السابقين (إسماعيل العلوي، والحبيب المالكي، ومحمد القباج) واستقبلت عددا من الخبراء في مجال التربية. وزار عيوش دولة تركيا والأردن، وفنلندا، للإطلاع على تجاربها في مجال التربية والتكوين. وفي نهاية الأسبوع الأول من أكتوبر سنة 2013 انعقدت ندوة دولية نظمتها مؤسسة زاكورة، ومن بين المشاركين عمر عزيمان وفؤاد عالي الهمة، مستشار الملك ورشيد بلمختار، وزير التربية الوطنية لاحقا، الذي خلف محمد الوفا. تمخضت عن الندوة مجموعة من التوصيات رفعت إلى الملك. توصي مذكرة إصلاح التعليم هذه، إلى اعتماد الدارجة المغربية في التعليم الأولي والابتدائي بدلا من العربية الفصحى بالإضافة إلى تقليص دور التعليم الديني في هذا المستوى، وضرورة مساهمة القطاع الخاص في التعليم.
أثارت المذكرة موجة من الردود، التي كان توجه أغلبها رفض وانتقاد المبادرة والتشكيك في أهدافها الحقيقية. منها ردود حزب العدالة والتنمية، على لسان بنكيران، وكذا قيادات حركة التوحيد والإصلاح، الجناح الدعوي للحزب، والجمعية المغربية لحماية اللغة العربية التي استنكرت ما جاء في مذكرة عيوش وأدانت ما ورد فيها واعتبرت أن ما قام به عيوش: «هو جهل بمعتقدات الأمة، وهويتها وحضارتها الضاربة في عمق التاريخ»، وأن ««اللغة العربية لغة خالدة، ومتطورة ومتجددة وعصرية، وليست المسؤولة عن تأخر المنظومة التعليمية بالمغرب»» وردت الجمعية على أن احتلال التعليم المغربي لمراتب متأخرة في العالم «راجع إلى السياسات المتعاقبة في البلاد التي أوقفت تدريس المواد العلمية باللغة العربية بقسم الباكالوريا ولم تمض به إلى منتهاه بالجامعة المغربية.»
بينما يرى آخرون أن مذكرة عيوش ليست أكثر من مذكرة من بين مئات المذكرات التي يُفترض أن توجه إلى المجلس الأعلى للتعليم في هذا الشأن، وعيب نور الدين عيوش هو إحراجه للمؤسسات الدستورية بسبب تقديم المذكرة مباشرة للملك، لأن الدستور حدد الآلية التي من خلالها تتم عملية التشاور مع مختلف الهيئات المعنية بقضية إصلاح التعليم، والتي ليست إلا المجلس الأعلى للتربية والتكوين.
أحدث هذا النقاش مناظرة تلفزية قدمتها القناة الثانية يوم الأربعاء 27 نونبر 2013 بين المفكر عبد الله العروي ونور الدين عيوش في برنامج مباشرة معكم، قدمه الصحافي جامع كلحسن.
أصدر نور الدين بعد ذلك بيانًا يعتبر بمثابة تراجع على مطالبه في المذكرة، حيث ينفي في البيان بشكل قاطع أن يكون قد تنكر للهوية العربية الإسلامية أو هاجم اللغة العربية التي يرى أنها ينبغي أن تحتفظ بدورها الريادي في التعليم، وأكد أن اللغات المعتمدة رسميا في المغرب هي العربية واللغة الأمازيغية، وأن مسألة حذف التعليم الديني من التعليم غير مطروحة مطلقا في المغرب البلد المسلم الذي يمثل فيه الملك أمير المؤمنين، وأن المدرسة ينبغي أن توفر تعليما دينيا وفقا للمقتضيات الدستورية.

## وصلات خارجية
- مؤسسة زاكورة للتربية، الموقع الرسمي.
- وكالة شمس للإشهار. (بالفرنسية)
- في قفص الاتهام.. نور الدين عيوش (الحلقة الكاملة)